# Micropterix aureopennella
Micropterix aureopennella là một loài bướm đêm thuộc họ Micropterigidae. Nó được Heath mô tả năm 1986. Nó được tìm thấy ở Algérie.
Sải cánh dài khoảng 7,4 mm.